# Lola Herrera
María Dolores Herrera Arranz, nota come Lola Herrera (Valladolid, 30 giugno 1935), è un'attrice spagnola attiva nel cinema, nel teatro e in televisione.

## Biografia
Inizia la sua carriera artistica come musicista e cantante ma, dopo molti viaggi a Madrid, comincia a lavorare come attrice. Partecipa a El portico de la gloria, la sua prima pellicola, nel 1953.
Nel 1978 realizzò Arriba Hazaña, dove comparve come protagonista assieme a Fernando Fernán Gómez ed Héctor Alterio. Nel 1981 fu protagonista di Función de noche, una proposta innovatrice della regista Josefina Molina che narra le disavventure di un matrimonio di attori nella vita reale, Herrera e Daniel Dicenta, e le loro relazioni con gli altri: Lola Herrera si è sempre sentita orgogliosa di questa pellicola.
Nel 1996 partecipa a El amor. Negli ultimi anni ha partecipato a molte trasmissioni televisive e telefilm, come ad esempio Paso adelante.
È considerata una delle più brave attrici della scena spagnola, sia dalla critica che dal pubblico.

## Filmografia

### Cinema
- El pórtico de la gloria, regia di Rafael J. Salvia (1953)
- Accidente 703, regia di José María Forqué (1962)
- Cristina Guzmán, regia di Luis César Amadori (1968)
- La Lola, dicen que no vive sola, regia di Jaime de Armiñán (1970)
- La graduada, regia di Mariano Ozores (1971)
- L'appartamento del 13º piano (La semana del asesino), regia di Eloy de la Iglesia (1972)
- Abortar en Londres, regia di Gil Carretero (1977)
- Arriba Hazaña, regia di José María Gutiérrez Santos (1978)
- Él y él, regia di Eduardo Manzanos Brochero (1980)
- Funcion de noche, regia di Josefina Molina (1981)
- La próxima estación, regia di Antonio Mercero (1982)
- En penumbra, regia di José Luis Lozano (1987)
- El amor perjudica seriamente la salud, regia di Manuel Gómez Pereira (1996)
- Primer y último amor, regia di Antonio Giménez Rico (2002)
- Sinfonia desconcertante, regia di Belen Santos (2004)
- ¿Por qué se frotan las patitas?, regia di Álvaro Begines (2006)

### Televisione
- Gran teatro – serie TV, 1 episodio (1962)
- Estudio 3 – serie TV, 3 episodi (1964)
- Escuela de maridos – serie TV, 1 episodio (1964)
- Confidencias – serie TV, 7 episodi (1964)
- Primera fila – serie TV, 2 episodi (1964-1965)
- Novela – serie TV, 32 episodi (1964-1974)
- Tal para cual – serie TV, 1 episodio (1965)
- Autores invitados – serie TV, 1 episodio (1966)
- Telecomedia de humor – serie TV, 2 episodi (1966-1967)
- El hombre de mundo, regia di Federico Ruiz – film TV (1967)
- ¿Es usted el asesino? – serie TV, 1 episodio (1967)
- Doce cuentos y una pesadilla – serie TV, 1 episodio (1967)
- La otra música – serie TV, 1 episodio (1967)
- Las doce caras de Juan – serie TV, 1 episodio (1967)
- Teatro de siempre –serie TV, 13 episodi (1967-1972)
- Estudio 1 – serie TV, 22 episodi (1967-1982)
- Historias para no dormir – serie TV, 2 episodi (1968)
- Fábulas – serie TV, 1 episodio (1968)
- El premio – serie TV, 1 episodio (1968)
- Pequeño estudio – serie TV, 2 episodi (1969)
- La risa española – serie TV, 2 episodi (1969)
- Al filo de lo imposible – serie TV, 1 episodio (1970)
- Sospecha – serie TV, 2 episodi (1970-1971)
- Hora once – serie TV, 5 episodi (1971-1973)
- Juegos para mayores – serie TV, 1 episodio (1971)
- Dal dicho al hecho – serie TV, 1 episodio (1971)
- Obra completa – serie TV, 1 episodio (1971)
- Las doce caras de Eva – serie TV, 1 episodio (1972)
- Historias de Juan Español – serie TV, 2 episodi (1972-1973)
- El teatro – serie TV, 3 episodi (1974)
- Noche de teatro – serie TV, 1 episodio (1974)
- Ficciones – serie TV, 1 episodio (1974)
- La burla del destino, regia di Antonio Chic – film TV (1975)
- El quinto jinete – serie TV, 1 episodio (1976)
- Las viudas – serie TV, 6 episodi (1977)
- La noche del licenciado, regia di Antonio Mercero – film TV (1979)
- La barraca – serie TV, 9 episodi (1979)
- El señor Villanueva y su gente – serie TV, 7 episodi (1979)
- Einstein – miniserie TV, 4 episodi (1985)
- Historias cortas – serie TV, 1 episodio (1990)
- La casa de los líos – serie TV, 114 episodi (1996-2000)
- Paraíso – serie TV, 1 episodio (2000)
- El grupo – serie TV, 11 episodi (2000-2001)
- Paso adelante (Un paso adelante) – serie TV, 81 episodi (2002-2005)
- Fuera de lugar – serie TV, 7 episodi (2008)
- Las chicas de oro – serie TV, 26 episodi (2010)
- La española inglesa, regia di Marco A. Castillo – film TV (2015)

## Doppiatrici italiane
- Rita Savagnone in Paso adelante